# 파울루 세르지우 루이스 지 소자
파울루 세르지우 루이스 지 소자(포르투갈어: Paulo Sérgio Luiz de Souza, 1989년 6월 11일 ~ )는 파울루 세르지우로 불리는 브라질의 축구 선수로, 포지션은 공격수이다. 현재 EC 주벤투지에서 활약하고 있다. 2016 시즌에는 대구 FC, 2017 시즌에는 성남 FC에서 뛰었으며, K리그 등록명은 파울로였다.

## 축구인 경력

### 선수 경력
플라멩구 소속이던 2007년 5월 13일 파우메이라스와의 브라질 세리에 A 경기에서 프로 데뷔전을 치렀다.
2016년 겨울 이적 시장을 통해 K리그 챌린지의 대구 FC로 이적하였다.
시즌종료후 성남 FC로 이적 하였다.